# كارمين كونيسا
كارمن كونيسا هيرنانديز (بالإسبانية: Carmen Conesa Hernández) هي ممثلة ومغنية ورسامة إسبانية، ولدت في 15 سبتمبر 1960 في برشلونة في إسبانيا.

## روابط خارجية
- Carmen Conesa على موقع IMDb (الإنجليزية)
- Carmen Conesa على موقع قاعدة بيانات الفيلم (الإنجليزية)